# Иванов, Леонид (легкоатлет)
Леонид Иванов (род. 25 августа 1937, Запорожье) — советский легкоатлет, специалист по бегу на длинные дистанции и кроссу. Выступал на всесоюзном уровне в 1960-х годах, чемпион Всемирной Универсиады в Порту-Алегри, многократный победитель и призёр первенств всесоюзного значения, участник летних Олимпийских игр в Токио. Представлял город Фрунзе и спортивное общество «Трудовые резервы». Заслуженный мастер спорта СССР (1965).

## Биография
Леонид Иванов родился 25 августа 1937 года в Запорожье, Украинская ССР.
Занимался лёгкой атлетикой во Фрунзе, состоял в добровольном спортивном обществе «Трудовые резервы».
Впервые заявил о себе в июне 1958 года, став третьим в пробеге на 30 км на призы газеты «Труд».
В 1961 году был седьмым в беге на 5000 метров на Мемориале братьев Знаменских в Москве.
В 1962 году победил в дисциплине 5 км на чемпионате СССР по кроссу в Мукачево, выиграл кросс Юманите, в беге на 10 000 метров одержал победу на Мемориале братьев Знаменских в Москве, выиграл бронзовую медаль на чемпионате СССР в Москве. Попав в состав советской сборной, побывал на чемпионате Европы в Белграде, где в той же дисциплине финишировал шестым. В продолжение сезона отметился выступлением на командном первенстве в СССР Ташкенте — занял второе и первое места на дистанциях 5000 и 10 000 метров соответственно.
В 1963 году стал серебряным призёром на кроссовом чемпионате СССР в Мукачево и на Мемориале братьев Знаменских в Москве, тогда как на чемпионате страны в рамках III летней Спартакиады народов СССР в Москве завоевал золото в беге на 10 000 метров и получил серебро в беге на 5000 метров. Будучи студентом, представлял страну на Всемирной Универсиаде в Порту-Алегри — превзошёл здесь всех соперников на дистанции 5000 метров и удостоился золота.
В 1964 году добавил в послужной список серебряную награду, полученную в беге на 10 000 метров на Мемориале братьев Знаменских в Москве, в то время как на чемпионате СССР в Киеве взял в той же дисциплине бронзу. Благодаря череде удачных выступлений удостоился права защищать честь страны на летних Олимпийских играх в Токио — в программе бега на 10 000 метров показал результат 28:53.2, расположившись в итоговом протоколе соревнований на пятой строке.
После токийской Олимпиады Иванов остался действующим спортсменом и продолжил принимать участие в крупнейших легкоатлетических стартах. Так, в 1965 году он победил на чемпионате СССР по кроссу в Ужгороде, выиграл международные соревнования по кроссу в Женеве, в дисциплине 10 000 метров был лучшим на Мемориале братьев Знаменских в Москве, получил серебро в матчевой встрече со сборной США в Киеве, дважды поднимался на верхнюю ступень пьедестала почёта на чемпионате СССР в Алма-Ате — в дисциплинах 5000 и 10 000 метров.
На кроссовом чемпионате СССР 1966 года в Ессентуках стал серебряным призёром.
В 1967 году на чемпионате СССР в Москве закрыл десятку сильнейших в беге на 10 000 метров.
В 1969 году получил серебро в дисциплине 12 км на чемпионате СССР по кроссу в Кисловодске, был пятым в беге на 10 000 метров на Мемориале братьев Знаменских в Москве.
За выдающиеся спортивные достижения удостоен почётного звания «Заслуженный мастер спорта СССР» (1965).